# Zákányfalu, Somogy
Zákányfalu  este un sat în districtul Csurgó, județul Somogy, Ungaria, având o populație de 573 de locuitori (2011). 

## Demografie
Componența etnică a satului Zákányfalu
     Maghiari (95,61%)
     Romi (3,82%)
     Necunoscut (0,57%)
     Alții (0,57%)
Componența confesională a satului Zákányfalu
     Romano-catolici (69,63%)
     Fără religie (4,01%)
     Luterani (3,66%)
     Necunoscută (22,16%)
     Reformați (0,52%)
     Alte religii (0,7%)
Conform recensământului din 2011, satul Zákányfalu avea 573 de locuitori. Din punct de vedere etnic, majoritatea locuitorilor (95,61%) erau maghiari, cu o minoritate de romi (3,82%). Apartenența etnică nu este cunoscută în cazul a 0,57% din locuitori.  Din punct de vedere confesional, majoritatea locuitorilor (69,63%) erau romano-catolici, existând și minorități de persoane fără religie (4,01%) și luterani (3,66%). Pentru 22,16% din locuitori nu este cunoscută apartenența confesională.